# Max Pacioretty
Max Pacioretty (New Canaan, Connecticut, 20 de noviembre de 1988), apodado Patches, MaxPac o Wolverine, entre otros, es un jugador profesional estadounidense de hockey sobre hielo que se desempeña en la posición de extremo izquierdo en Washington Capitals, equipo de la National Hockey League (NHL).

## Carrera
Fue seleccionado en la primera ronda en la NHL Entry Draft de 2007. En 2008 hizo su debut profesional con el equipo Montreal Canadiens, en el cual jugó diez temporadas (2008-2010), después pasó a Vegas Golden Knights (2018-2022), luego a Carolina Hurricanes (2022-2023), posteriormente a Washington Capitals, donde lleva jugando una temporada.